# Хосе Карваљо
Хосе Аурелио Карваљо Алонсо (шп. José Aurelio Carvallo Alonso; Лима, 1. март 1986) перуански је фудбалер и репрезентативац, који игра на позицији голмана.

## Клупска каријера
Карваљо је поникао у клубу Университарио. Дана 4. маја 2003. године у мечу против Атлетика Универсидад дебитовао је на првенственом мечу. Године 2008. био је на позајмици у америчком Ди си јунајтеду, са којим је освојио Куп Ламара Ханта. Након завршетка позајмице, потписао је уговор са Спортал Кристалом. Почетком 2011, Карваљо прелази у Мелгар. Дана 13. фебруара 2011. дебитовао је за нови тим у мечу против свог претходног клуба Спортинг Кристала. Вратио се 2013. године у Университарио, а исте године је помогао клубу да освоји првенство.
Почетком 2016. године, Карваљо је потписао уговор са клубом Университарио Кахамарка, а 5. фебруара дебитовао је за нови тим у мечу против свог бившег клуба Мелгара.

## Репрезентативна каријера
На голу перуанске репрезентације је дебитовао 2007. године. Био је део репрезентације која је наступала на Светском првенству 2018. у Русији.

## Статистика каријере

### Репрезентативна
До 26. јуна 2018.
| 2007   | 1 | 0 |
| 2008   | 0 | 0 |
| 2009   | 0 | 0 |
| 2010   | 0 | 0 |
| 2011   | 0 | 0 |
| 2012   | 1 | 0 |
| 2013   | 2 | 0 |
| 2014   | 0 | 0 |
| 2015   | 0 | 0 |
| 2016   | 0 | 0 |
| 2017   | 1 | 0 |
| 2018   | 1 | 0 |
| Укупно | 6 | 0 |

## Трофеји
Ди си јунајтед
- Куп Ламара Ханта: 2008.

Университарио де депортес
- Прва лига Перуа: 2013.